# منيب المصري
منيب رشيد منيب المصري رجل أعمال فلسطيني من مواليد مدينة نابلس عام 1934 لعائلة مرموقة اجتماعيًا واقتصاديًا، وهو الابن الاصغر في عائلته المكونة من 8 إخوة وأختين. توفي والده قبل أن يكمل منيب السنتين، فاعتنى به أشقاؤه الكبار. أنهى دراسته الثانوية في سن السابعة عشرة وأبحر إلى الولايات المتحدة الأمريكية عام 1952 ليدرس في جامعة تكساس، ويحصل على شهادة البكالوريوس في الجيولوجيا الماجستير في الشؤون والعلاقات الدولية. وخلال تلك الفترة ارتبط منيب بزميلته الأمريكية في الدراسة وأنجبا طفلهما الأول ربيح، ومن ثم مي، ومازن، ودينا، وعمر، وليث.
هو عضو في مجلس إدارة البنك العربي، وهو عضو مجلس إدارة مجموعة الاتصالات الفلسطينية ورئيس مجلس إدارة مجموعة باديكو القابضة وهو الرئيس السابق لمجلس أمناء جامعة القدس ويرأس أيضاً منتدى فلسطين إضافة إلى امتلاكه عدة شركات متخصصة في حفر الآبار الارتوازية وآبار النفط في عدة بلدان عربية وعالمية ضمن شركة "Phillips Petroleum" الأمريكية. وكان تولى حقيبة وزارة الأشغال الأردنية عام 1975 وشغل أيضاً منصب وزير الأشغال العامة في حكومة وصفي التل. رشح عام 2008 لتولي رئاسة الحكومة الفلسطينية. لقبته صحيفة ذي إندبندنت البريطانية بملك الضفة الغربية  وحاز على الدكتوراه الفخرية من جامعة النجاح الوطنية عام 2005.
له استثمارات كبيرة في فلسطين والوطن العربي وهو يحتل المرتبة 33 من حيث الثراء على صعيد الوطن العربي. نشر استثماراته في 20 دولة.
ويذكر منيب قصة حدثت معه خلال العودة إلى الأردن عام 1956، فلم يكن يملك حينها إلا 30 دولاراً، وعليه دفع جمرك السيارة التي يملكها ما قيمته 300 دينار. يقول «تدخل يومها وزير المالية صلاح طوقان، وسمح لنا بالمرور، وبعد 6 أشهر كاملة دفعت رسوم الجمرك».

## بيت فلسطين
يملك بيت على قمة جبل جرزيم في نابلس سماه بيت فلسطين وقد بني على الطراز المعماري القديم.
ويحوي أثاثاً ولوحات فنية يعود تاريخها إلى القرون الوسطى فهو يملك تمثالاً لهرقل من القرن السادس عشر يتوسط بهو البيت مروراً بلوحات لبيكاسو ومودلياني واخرين. ويتوسط هذا القصر 400 دونم مكون من 3 طوابق مساحة كل منها 1000 متر مربع ومحاط بحدائق ودفيئة زجاجية. بالإضافة إلى الأثاث الكلاسيكي، بما في ذلك عرش الخديوي إسماعيل الذي حكم مصر في القرن التاسع عشر.
ومع بداية أعمال البناء التي اشرف عليها ابنه المهندس ربيح، عثر العمال على آثار تاريخية، من بينها دير بيزنطي يعود للقرن الثالث والرابع بعد الميلاد. عندها توقف العمل وقرروا رفع أسس البيت لضمان الحفاظ على الآثار والفسيفساء.

## ثروته
- مع انتهاء العام 2007 يشير تقرير نشرته مجلة أرابيان بيزنس الاقتصادية المتخصصة إلى وجود 44 عائلة عربية بينها 5 عائلات فلسطينية بينهم منيب المصري ياتي في المرتبة 33 في العالم ممن يمتلكون ثروة بمليار دولار فاكثر.